# Carl Pfänder
Carl Heinrich Pfänder (Heilbronn, 15 de febrero de 1819-Londres, 11 de marzo de 1876) fue un retratista y revolucionario alemán que formó parte del círculo de Karl Marx y Friedrich Engels en Londres.

## Biografía
Pfänder nació en Heilbronn, el tercer hijo del maestro tonelero Jakob Andreas Pfänder (1785-1852) y Johanna Friederike Künzel (1785-1864). William Pfaender, quien emigró a los Estados Unidos y se convirtió en Tesorero del Estado de Minnesota, era su hermano. Ingresó a la Academia de Bellas Artes de Múnich en 1840 para estudiar pintura, pero en 1842 la había dejado. No sobreviven pinturas que se le puedan atribuir con certeza.
En 1844 estuvo en Londres, donde más tarde se instaló y trabajó pintando miniaturas y decoración. El 10 de abril de 1845, se casó con Caroline Louise Ruckwied (1820-1889) de Großbottwar en la iglesia de San Kilian en Heilbronn y regresó con ella a Londres. Primero vivieron en Soho, cerca de Karl Marx, y luego se mudaron a Camden Town; tuvieron seis hijos, Charles (1846–1902), Caroline (1847-1873), Henry (1849-1850), Emma (1851-1931), Henry William (1852-¿?) y Henriette (1855-1881). Victoria Beckham, la cantante, diseñadora de moda y personalidad televisiva, es su tataranieta.
Pfänder murió en Londres de tuberculosis en 1879 y fue enterrado en el lote oeste del cementerio de Highgate. Al 2003 no se pudo localizar su tumba.

## Actividades políticas
En Londres en 1845, Pfänder participó en las reuniones de la Asociación Educativa de Trabajadores Alemanes y pronto también se convirtió en miembro de la Liga de los Justos; él estaba en su comité de dirección en 1847, cuando Marx y Engels se unieron y encabezaron su transformación en la Liga de los Comunistas. A partir de abril de 1848, Pfänder encabezó la Liga de los Comunistas de Londres junto con Heinrich Bauer y Johann Eccarius, y en agosto del mismo año, él y Bauer también se convirtieron en administradores de la Asociación de Educación de los Trabajadores.
Las Revoluciones de 1848 estallaron en los estados alemanes. Debido a problemas de salud, a diferencia de otros comunistas de Londres, Pfänder no fue a Alemania para apoyar la revolución hasta ese verano, cuando regresó a Heilbronn y se unió al grupo de vigilancia local. La revolución fracasó en el verano de 1849; luchó con los revolucionarios de Baden contra las tropas prusianas en la batalla de Waghäusel, pero luego huyó. Fue capturado el 24 de junio de 1849, pero no había desempeñado un papel destacado en la revolución, por lo que fue liberado un día después sin cargos. Ese otoño, estaba de vuelta en Londres.
A partir de entonces, trabajó en estrecha colaboración con Marx y Engels. Fue signatario del llamamiento para apoyar a los refugiados alemanes que se publicó en los periódicos el 25 de septiembre de 1849 y cofundador del Comité de Apoyo a la Socialdemocracia que se creó con ese fin. Dejó la Asociación Educativa Obrera en septiembre de 1850, al mismo tiempo que Marx y Engels. Durante un tiempo sirvió en la Liga de los Comunistas como frenólogo, evaluando la forma de las cabezas de los nuevos miembros. Uno de ellos fue Wilhelm Liebknecht; en 1854, Pfänder fue testigo en el matrimonio de Liebknecht.
Pfänder fue miembro del comité central de la Asociación Internacional de Trabajadores, la Primera Internacional, desde su fundación en 1864 hasta 1867 y nuevamente desde 1870 hasta 1872, y fue signatario de muchas de sus publicaciones. Sus actividades políticas terminaron en 1872, probablemente debido al empeoramiento de su salud.

## Lectura adicional
- Müller, Hans (2008). «Ein vergessener Revolutionär aus Heilbronn: Carl Heinrich Pfänder (1819–1876)» [Un revolucionario olvidado de Heilbronn: Carl Heinrich Pfänder (1819-1876)]. Heilbronnica (en alemán) (Heilbronn: Stadtarchiv Heilbronn) 4: 265-322. ISBN 978-3-940646-01-9.
- Müller, Hans (2001). «Ein Revolutionär aus Heilbronn: Carl Heinrich Pfänder (1819–1876)» [Un revolucionario de Heilbronn: Carl Heinrich Pfänder (1819-1876)]. Heilbronner Köpfe (en alemán) (Heilbronn: Stadtarchiv Heilbronn) III: 157-74. ISBN 3-928990-78-0.

- Esta obra contiene una traducción total derivada de «Carl Pfänder» de Wikipedia en inglés, concretamente de esta versión del 8 de octubre de 2022, publicada por sus editores bajo la Licencia de documentación libre de GNU y la Licencia Creative Commons Atribución-CompartirIgual 4.0 Internacional.

- Datos: Q1038707
- Multimedia: Carl Heinrich Pfänder / Q1038707